# 松木儿台吉
松木儿台吉（?—?），孛儿只斤氏。又译作速木耳，16世纪蒙古右翼土默特部領主，俺答汗曾孙，不彦台吉之孙，摆腰把都儿台吉的长子。
松木儿台吉在大同西北边外驻牧。明神宗封他为百户。与明朝互市于阳和（今山西省阳高县）的守口堡。摆腰把都儿台吉死后，松木儿台吉接替父亲统领巴岳特部（摆腰部）。 